# Bulbophyllum eciliatum
Bulbophyllum eciliatum là một loài phong lan thuộc chi Bulbophyllum.